# Astragalus aksaricus
Astragalus aksaricus är en ärtväxtart som beskrevs av Nikolai Vasilievich Pavlov. Astragalus aksaricus ingår i släktet vedlar, och familjen ärtväxter. Inga underarter finns listade i Catalogue of Life.